# Нове-Място-Любавське
Нове-Място-Любавське (пол. Nowe Miasto Lubawskie, нім. Neumark in Westpreussen) — місто в північно-східній частині Польщі, на річці Дрвенца.
Адміністративний центр Новомейського повіту Вармінсько-Мазурського воєводства.

## Демографія
Демографічна структура станом на 31 березня 2011 року:
|          | Загалом | Допрацездатний вік | Працездатний вік | Постпрацездатний вік |
| -------- | ------- | ------------------ | ---------------- | -------------------- |
| Чоловіки | 5296    | 1139               | 3658             | 499                  |
| Жінки    | 5870    | 1122               | 3458             | 1290                 |
| Разом    | 11166   | 2261               | 7116             | 1789                 |